# Tirúa
Tirúa é uma comuna da província de Arauco, localizada na Região de Biobío, Chile. Possui uma área de 624,4 km² e uma população de 9.664 habitantes (2002).